# André Duarte
André Lourenço Duarte (Sacavém, 1997. szeptember 12. –) portugál labdarúgó, az Újpest játékosa, hátvéd.

## Pályafutása

### Klubcsapatokban
Duarte több csapatban is megfordult ifjúsági játékos korában, köztük a Sporting CP-ben is. Felnőttként a portugál Sacavenense csapatában debütált 2017-ben. 2018-ban az Estoril Praia szerződtette a védőt, ahol csak a B csapatban jutott szóhoz. 2018-tól 2020-ig a Alverca labdarúgója volt, majd ezután egy évig a Praiensében játszott. 2021 és 2022 között az Estrela Amadorát erősítette. 2022-ben légiós lett, amikor leigazolta őt a román első osztályú U Craiova. 2023-ban a Serie B-ben szereplő Reggianába szerződött, ám itt nem lépett pályára. Még ugyanebben az évben kölcsönvette az NK Osijek, vételi opcióval, amivel élt is a kék-fehér alakulat.
2024. augusztus 15-én az Újpest igazolta le a portugál védőt. Október 19-én a 90. percben szerzett találatával sikerült csapatának legyőznie a Nyíregyházát.